# Jászkarajenő, Pesta
Jászkarajenő  este un sat în districtul Cegléd, județul Pesta, Ungaria, având o populație de 2.799 de locuitori (2011). 

## Demografie
Componența etnică a satului Jászkarajenő
     Maghiari (89,84%)
     Romi (8,53%)
     Necunoscut (0,67%)
     Alții (0,95%)
Componența confesională a satului Jászkarajenő
     Romano-catolici (55,77%)
     Fără religie (8,5%)
     Reformați (5,61%)
     Necunoscută (29,51%)
     Alte religii (1,07%)
Conform recensământului din 2011, satul Jászkarajenő avea 2.799 de locuitori. Din punct de vedere etnic, majoritatea locuitorilor (89,84%) erau maghiari, cu o minoritate de romi (8,53%). Apartenența etnică nu este cunoscută în cazul a 0,67% din locuitori.  Din punct de vedere confesional, majoritatea locuitorilor (55,77%) erau romano-catolici, existând și minorități de persoane fără religie (8,5%) și reformați (5,61%). Pentru 29,51% din locuitori nu este cunoscută apartenența confesională.